# Paul Griesser
Paul Griesser (* 6. September 1894 in Wasseralfingen; † 6. Juni 1964 in Bielefeld) war ein deutscher Architekt und Innenarchitekt.

## Leben

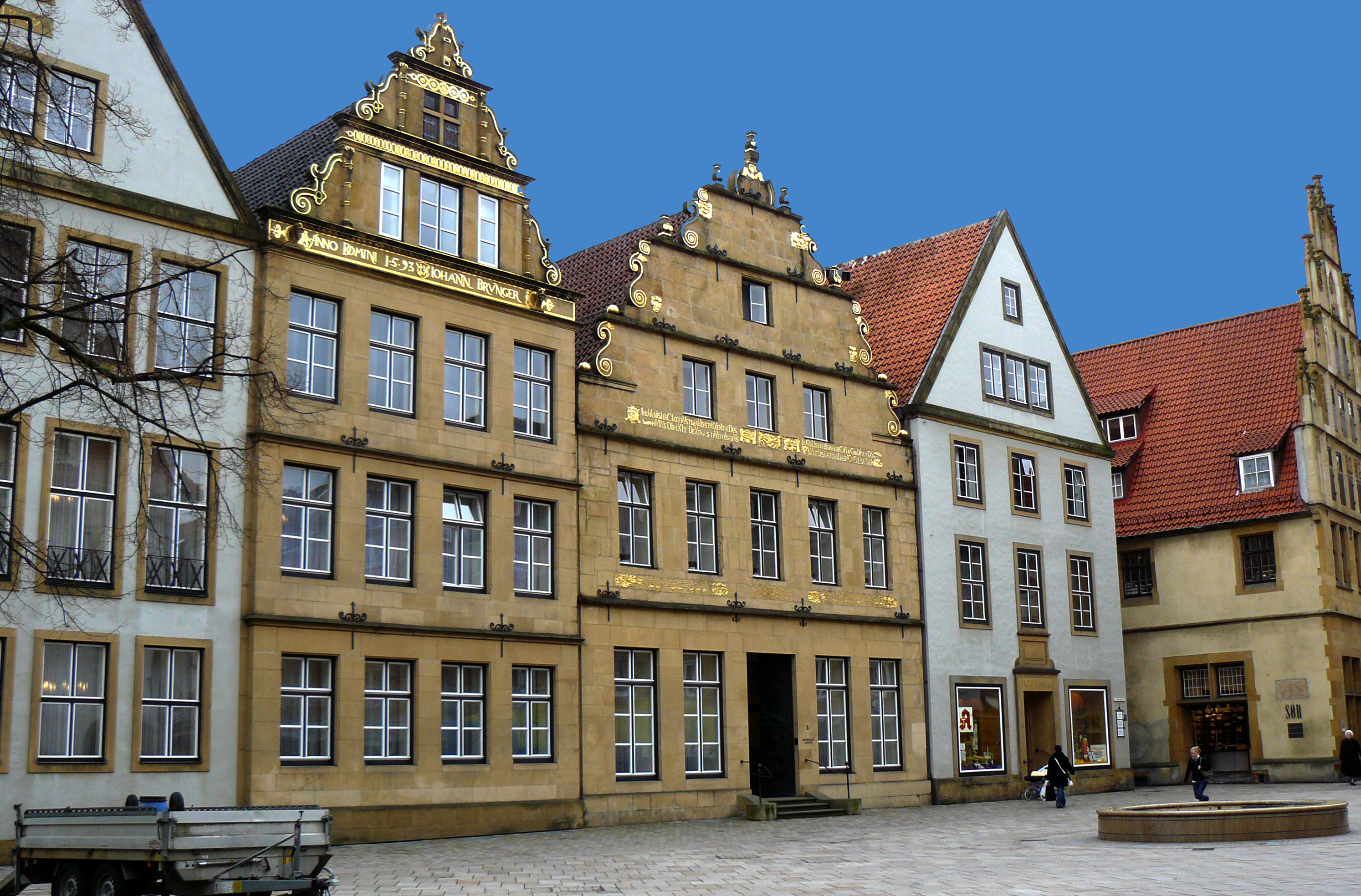
Der Alte Markt in Bielefeld mit den von Paul Griesser neu erbauten Giebelhäusern unter Einbeziehung des Battig-Hauses von 1680 (Mitte). Das zweite Haus von links wurde 1976 durch das Vorblenden eines historischen Giebels völlig verändert.

Paul Griesser absolvierte zunächst eine Schreiner-Lehre und besuchte ab 1911 die Schreinerfachschule in Nürnberg. Anschließend studierte er an der Kunstgewerbeschule Dresden und wurde Mitarbeiter bei dem Dresdener Architekten Georg Heinsius von Mayenburg. Als Soldat geriet er 1916 in französische Kriegsgefangenschaft, aus der er erst 1920 wieder entlassen wurde. Danach setzte er sein Studium an der Kunstgewerbeschule Stuttgart fort und studierte zudem Architektur bei Wilhelm Kreis an der Düsseldorfer Kunstakademie. 1924 nahm er an der Ausstellung Die Form des Deutschen Werkbunds in Stuttgart teil. Noch im selben Jahr wurde er Leiter der neuen Fachklasse für Innenarchitekten und Tischler an der Handwerker- und Kunstgewerbeschule Bielefeld. In der Folgezeit beteiligte sich Griesser, der zu einem der bekanntesten Innenarchitekten der Zwischenkriegszeit avancierte, an zahlreichen Ausstellungen.
Seit den 1930er Jahren war Griesser vornehmlich als Architekt tätig und errichtete in Bielefeld z. B. den an der Welle gelegenen Erweiterungsbau des Tabakhauses Crüwell sowie ein neues Fabrikationsgebäude für das Lebensmittelunternehmen Dr. August Oetker. Beide Gebäude entstanden noch unter dem Eindruck der Neuen Sachlichkeit. Griesser entwarf aber nicht nur Fabrikgebäude und Villen, sondern auch eine ganze Reihe von Einfamilienhäusern, die er mit den Werkstätten Bernard Stadler A.-G. Paderborn einrichtete. Von 1926 bis 1928 war er deren künstlerischer Leiter. Außerdem war er für die Inneneinrichtung mehrerer Schiffe verantwortlich. Ab 1935 war er Vertrauensarchitekt des Amtes Schönheit der Arbeit und lieferte zudem Entwürfe für Bauten der Hitlerjugend.
Nach 1945 war Griesser am Wiederaufbau des Alten Marktes in Bielefeld beteiligt. An dessen Südseite errichtete er zwischen 1951 und 1958 – unter Einbeziehung der aus der Barockzeit stammenden Front des Battig-Hauses (1680) – drei schlichte Giebelhäuser mit Dreiecksgiebeln, die, ebenso wie das gegenüberliegende Theater am alten Markt, noch ganz der Heimatschutzarchitektur verpflichtet sind. Während das Haus Alter Markt 2 als Apotheke dient, bilden die Häuser Alter Markt 3–5 den Komplex der Lampe-Bank. Das an der Welle gelegene Verwaltungsgebäude der Bank wurde hingegen als siebengeschossiges Hochhaus erbaut, das sich in der zeittypischen Rasterbauweise präsentiert. 1976 wurde das von Griesser kreierte Ensemble am Alten Markt einschneidend verändert: Haus 5 wurde mit dem Renaissancegiebel des kriegszerstörten und später abgebrochenen Hauses Obernstraße 29 versehen und die Fassade dementsprechend angepasst.
1959 wurde Griesser mit dem Kulturpreis der Stadt Bielefeld ausgezeichnet.

## Werk

### Bauten
- 1928: Wohn- und Atelierhaus Guntermann, Studtstraße 31 in Münster
- 1935: Erweiterungsbau der Tabakfabrik Crüwell an der Neustädter Straße in Bielefeld (2007 anstelle des Satteldaches zwei Staffelgeschosse aufgesetzt und dadurch das äußere Erscheinungsbild erheblich verändert)
- 1936: Fabrikgebäude der Firma Oetker in Bielefeld, Lutterstraße
- 1948/1949: Wiederaufbau des Crüwell-Hauses in Bielefeld
- 1949–1952: Neubau der Apotheke am Alten Markt
- 1951: Wetterhäuschen am Oberntorwall in Bielefeld
- 1951–1955: Wiederaufbau des Battig-Hauses in Bielefeld
- 1955: Verwaltungsgebäude der Lampe-Bank an der Welle 8 in Bielefeld
- 1957/58: Erweiterungsbau der Lampe Bank am Alten Markt in Bielefeld anstelle der Häuser 4–5

### Schriften
- Das neue Möbel. Neuzeitliche Wohn-, Schlaf- und Arbeitsräume. (= Baubücher, Band 7.) Stuttgart 1929.
- Die neue Wohnung und ihre Möbel. (= Baubücher, Band 9.) Stuttgart 1930.